# Provinciale weg 276
De provinciale weg 276 (N276) is een provinciale weg in beheer van de Nederlandse provincie Limburg. Het is een belangrijke, drukke verbindingsweg tussen de gemeenten Brunssum, Sittard-Geleen en Echt-Susteren, die op meerdere plaatsen de kenmerken van een stroomweg vertoont. Veel gedeelten ervan dateren van de jaren 80 of later.

## Traject
De N276 begint op een gemeentelijke weg in Brunssum en loopt via een verdiepte ligging door de bebouwing van Brunssum, tot aan de aansluiting met de Buitenring Parkstad Limburg. Enkele viaducten kruisen de weg hier en tot aan Doenrade is er buiten de twee turborotondes van de Buitenring, slechts één gelijkvloerse kruising, zodat het verkeer hier ononderbroken kan doorstromen. Vanaf Doenrade volgt de N276 het traject van de oude provinciale weg Heerlen - Sittard, waar meerdere woningen en bedrijven langs zijn gelegen, waaronder de bebouwing van het gehucht Windraak. In Doenrade en Windraak geldt een snelheidslimiet van 50 km/h, waardoor deze doortocht een flessenhals vormt in deze belangrijke verkeersader. Tussen de kruising bij Sittard-Oost en de afslag Sittard-Noord vormt de N276 de zuidelijke en westelijke randweg van Sittard en heeft hier over 6 kilometer zes aansluitingen, waarvan twee gelijkvloerse kruisingen die in de spits regelmatig voor vertragingen zorgen. Ten noorden van Sittard is er een aansluiting op de N297, die de A2 met de Duitse B56 en A46 verbindt. Tussen Sittard-Hoogveld en de N297 is er een parallelbaan voor landbouwvoertuigen en ander langzaam verkeer. Daarna volgt de N276 vrijwel het gehele oude traject van de oude rijksweg Maastricht - Nijmegen, behalve bij Susteren, waar een westelijke omlegging is aangelegd. De weg baant zich door de bebouwde kom van Echt en passeert het dorpje Sint Joost. Nabij Sint Joost kruist de N276 de autosnelweg A73. Een kilometer verderop sluit de weg ten slotte aan op de A2.

## Ontwikkeling in de loop der jaren
In zijn huidige vorm bestaat de N276 sinds circa 2005. Daarvoor had het noordelijke traject, tussen Nieuwstadt en Sint Joost, het administratieve wegnummer N295. Dit nummer werd slechts spaarzaam op de bewegwijzering en hectometerpaaltjes aangegeven. Het nummer N295 is verplaatst naar de 'Greenportlane' bij Venlo.
Het grootste deel van het zuidelijke traject is in de jaren 1980 aangelegd ter ontlasting van de woonplaatsen die de route aanvankelijk doorkruiste. De oude N276 werd nagenoeg volledig door bebouwing omgeven en liep dwars door Sittard, Oirsbeek, Amstenrade, Treebeek, en Heerlerheide tot aan de rotonde Schelsberg-Sittarderweg aan de huidige Parkstad Binnenring.
Sittard kreeg een westelijke ringweg. Heerlen zou een omleiding krijgen via de Heerenweg, langs Brunssum naar Doenrade. De verbinding van de Heerenweg naar het huidige begin van de N276 aan de Emmaweg, door de oude groeves Carisborg I en Mertens-Uterweg, is er nooit gekomen. Het oude traject Doenrade-Heerlen kreeg de naam N581.
Vanaf de jaren 1990 bouwde de provincie verschillende kruispunten om tot ongelijkvloerse kruisingen, in de hoop dat het plaatselijke verkeer hierdoor minder gebruik maakt van de overbelaste snelwegen in de regio. In 2015-2016 werd het kruispunt met de Dr. Nolenslaan in Sittard aangepakt, waarbij het tankstation verdween. Sindsdien zijn de files aan de noordkant van Sittard opgelost. Grootste knelpunten zijn nu de verkeerslichten bij Sittard-Hoogveld en Sittard-Oost/Munstergeleen.
In de jaren 2010 werd druk gewerkt aan de aanleg van de Parkstad Buitenring. Deze loopt langs het Amstenraderveld en Brunssum-Noord onder de N276 door, en is ter plekke toegankelijk gemaakt met op- en afritten naar twee turborotondes op de N276. De zuidelijke rotonde sluit ook aan op de toegangsweg naar Treebeek en Brunssum.

## Rijstrookindeling en maximumsnelheid
| Van                | Naar               | Rijstroken | Maximumsnelheid | Opmerkingen                       |
| ------------------ | ------------------ | ---------- | --------------- | --------------------------------- |
| Brunssum           | Rotonde Buitenring | 1x2        | 80 km/h         |                                   |
| Rotonde Buitenring | Rotonde Buitenring | 2x2        | 80 km/h         | Turborotondes                     |
| Rotonde Buitenring | Begin Doenrade     | 1x2        | 80 km/h         |                                   |
| Begin Doenrade     | Einde Doenrade     | 1x2        | 50 km/h         |                                   |
| Einde Doenrade     | Begin Windraak     | 1x2        | 80 km/h         |                                   |
| Begin Windraak     | Einde Windraak     | 1x2        | 50 km/h         |                                   |
| Einde Windraak     | Sittard-Oost       | 1+1        | 80 km/h         | Kruipstrook afgesloten als proef  |
| Sittard-Oost       | Slek               | 1x2        | 80 km/h         | Afritten (behalve Limbricht): 2x1 |
| Slek               | Einde Echt         | 1x2        | 50 km/h         |                                   |
| Einde Echt         | A73                | 1x2        | 80 km/h         |                                   |
| A73                | A2                 | 2x2        | 80 km/h         | Op de afrit van de A73: 2x1       |

N62 · N69 · N251 · N252 · N253 · N254 · N255 · N256/A256 · N257 · N258 · N260 · N261 · N262 · N263 · N264 · N266 · N267 · N268 · N269 · N270/A270 · N271 · N272 · N273 · N274 · N275 · N276 · N277 · N278 · N279 · N280 · N281 · N282 · N283 · N284 · N285 · N286 · N287 · N288 · N289 · N290 · N291 · N292 · N293 · N294 · N295 · N296 · N296n · N297 · N298 · N300 · N321 · N322 · N324 · N329 · N389 · N394 · N395 · N396 · N397

N556 · N562 · N564 · N570 · N572 · N590 · N595 · N598 · N601 · N602 · N605 · N607 · N612 · N613 · N615 · N616 · N617 · N618 · N620 · N622 · N625 · N629 · N631 · N632 · N637 · N638 · N639 · N640 · N641 · N651 · N652 · N653 · N654 · N655 · N656 · N658 · N659 · N660 · N661 · N662 · N663 · N664 · N665 · N666 · N667 · N668 · N669 · N670 · N671 · N673 · N674 · N675 · N676 · N682 · N683 · N686 · N689 · N690 · N831 · N843

Voormalige provinciale wegen: N299 · N551 · N552 · N553 · N554 · N555 · N560 · N561 · N563 · N565 · N566 · N567 · N568 · N571 · N574 · N580 · N581 · N582 · N583 · N584 · N585 · N586 · N587 · N588 · N589 · N591 · N592 · N593 · N594 · N596 · N597 · N603 · N604 · N606 · N608 · N610 · N611 · N614 · N619 · N621 · N623 · N624 · N626 · N628 · N630 · N634 · N642 · N657